# Perdita variegata
Perdita variegata är en biart som beskrevs av Timberlake 1960. Perdita variegata ingår i släktet Perdita och familjen grävbin. Inga underarter finns listade i Catalogue of Life.